# 臨港線 (太平洋石炭販賣輸送)
臨港線（日语：／ Rinkō sen */?）是一條由太平洋石炭販賣輸送營運的貨物專用鐵路路線，途經北海道釧路市的春採站及知人站。
最初本線是行駛春採及知人之間的釧路臨港鐵道，並構思興建成一條循環線。不過後來計劃擱置，並於1979年由太平洋石炭販賣輸送接管。

## 路线数据
1986年11月1日之后
- 路线距离：11.3km (最長距離)
- 轨距：1067mm
- 站数：2
- 复线区间：无（全线单线）
- 电化区间：无（全线非电化）
- 闭塞方式：不详

## 行駛模式
在煤炭車的兩端連繫著柴油機車，在春採及知人之間穿梭運輸煤炭。
在太平洋煤礦時代，除了12時的午膳時間外，平日9至16時的其餘時間都十分頻繁地運輸煤炭。不過在釧路煤礦之後，雖然本線繼續營運，但是煤炭生產已經接近停止，頻繁的行駛也很少再出現。

## 歷史
- 1923年（大正12年）12月12日 - 太平洋煤礦（有限公司）成立子公司釧路臨港鐵路（有限公司），負責煤炭運輸部門。[1]
- 1925年（大正14年）2月11日 - 春採～知人 開始營業。
  - 3月16日 - 別保信號場（後來的東釧路站）～春採 開始營業。
- 1926年（大正15年）2月1日 - 知人～臨港 開始營業。沼尻、米町、真砂町開始營業，春採～臨港 開始旅客服務。
  - 6月1日 - 觀月園開始營業。
- 1927年（昭和2年）2月20日 - 臨港～入舟町 開始營業、入船町開始旅客服務，臨港開始貨運站服務。
- 1928年（昭和3年）11月11日 - 別保信號場升格為東釧路站，東釧路～春採 開始旅客服務。
- 1937年（昭和12年）1月10日 - 城山～東釧路 開始營業。
- 1940年（昭和15年）10月24日 - 終點站遷移至入船町，路線的長度增加0.6公里。
- 1942年（昭和17年）5月27日 - 廢除真砂町，恢復臨港的旅客服務。
- 1953年（昭和28年）4月16日 - 永住町開始營業。
- 1956年（昭和31年）11月10日 - 路線穿越觀月園站，路線實際長度縮短122米，春採～觀月園之間縮短0.1公里。
- 1960年（昭和35年）5月4日 - 沼尻站變為停留所。
  - 6月1日 觀月園～沼尻之間縮短0.1公里（實際上沒有變化）。
- 1963年（昭和38年）11月1日 - 全線停止旅客服務。
- 1966年（昭和41年）12月1日 - 臨港～入舟町 被廢除。
- 1979年（昭和54年）4月30日 - 釧路臨港鐵路（有限公司）及臨港線被關連企業太平洋煤炭販賣輸送（有限公司）吸收合併。
- 1985年（昭和60年）6月1日 - 城山～東釧路 被廢除。
- 1986年（昭和61年）11月1日 - 東釧路～春採、知人～臨港 被廢除。只餘下開始營業時的路線。
- 2019年（平成31年//令和元年）
  - 3月25日：提出路線廢止申請。[2]
  - 3月31日：全線休止。[3]
  - 6月30日：全線停運。[2]

## 車站一覽
以下劃上刪除線的車站代表已廢站：
城山站 - 材木町站 - 東釧路站註 - 綠岡站 - 永住町站 - 春採站 - 觀月園站 - 沼尻站 - 米町站 - 知人站 - 真砂町站 - 臨港站 - 入舟町站
註：臨港線已不再通過東釧路，但該站仍由JR北海道使用中。